# Асгата
Асга̀та (на гръцки: Ασγάτα) е село в Кипър, окръг Лимасол. Според статистическата служба на Република Кипър през 2001 г. селото има 389 жители.
Намира се на 6 km североизточно от Монагрули.